# Karl Bernhard Bamler
Karl Bernhard Bamler (* 29. Oktober 1865 in Cammin i. Pom.; † 27. März 1926 in Rellinghausen) war ein deutscher Meteorologe und Lehrer. Bekannt wurde er als Pionier des Freiballonfahrens.

## Leben und Wirken
Karl Bernhard Bamler wurde am 29. Oktober 1865 als Sohn des Lehrers Traugott Bernhard Bamler geboren. Im Jahre 1866 kommt Schwester Marie Louise zur Welt. Ihre Mutter starb früh und aus der zweiten Ehe, die Bernhard Bamler einging, gingen fünf Halbgeschwister hervor.

### Die Ausbildung
Nach dem Deutsch-Französischen Krieg 1870–1871 wird sein Onkel Karl Kreis-Schulinspektor in Colmar im Reichsland Elsaß-Lothringen und nahm den Karl zu sich. Hier schickt er ihn auf die Realschule.
Im Jahre 1874 wird Karl nach Gebweiler ins Internat gegeben und erwirbt dort 1884 am Realgymnasium Gebweiler sein Reifezeugnis. Am 1. Oktober 1886 zog man Karl Bamler zum einjährigen Militärdienst nach Straßburg ein und wurde ein Jahr später 1887 Mitglied des Corps Palaio-Alsatia.

### Die Immatrikulation
Seine Immatrikulation für Mathematik und Naturwissenschaften an der neu gegründeten Kaiser Wilhelm Universität zu Straßburg erfolgte zum Wintersemester des Jahres 1887. Auch in Berlin studiert er ein Semester an der Friedrich-Wilhelm-Universität zu Berlin, bis Bamler im Jahre 1893 sein Staatsexamen für den höheren Schuldienst in Straßburg ablegt.

### Nach dem  Staatsexamen
In der Zeit nach seinem Studium nahm er zunächst für ein Jahr eine Stelle als Assistent beim meteorologischen Landesdienst Straßburg an. Der Leiter dieser Institution, Hugo Hergesell, weck die Leidenschaft in Karl, mit seiner eigenen Passion für Meteorologie und Ballonfahrt. Nach seiner Lehrtätigkeiten an der Realschule in Straßburg, anschließend am Gymnasium Hagenau, im Jahre 1896 die Versetzung an die Realschule nach Essen, dem Gymnasium in Wuppertal und im Jahre 1897 an das Gymnasium Barmen. Nach seiner Promotion im Jahre 1898 bekam er eine Festanstellung als Oberlehrer und am 1. April 1906 erfolgt die Versetzung an das Helmholtz-Gymnasium Essen. Hier unterrichtet er mit Ausnahme seiner kriegsbedingten Einzugs und der zeitweisen Freistellung zum Aufbau der Wetterwarte bis zu seinem Tod im Jahre 1926.

### Der Vereinsgründer
Im Jahre 1902 gründete er den Niederrheinischen Verein für Luftschifffahrt, der zunächst in Barmen (heute Wuppertal), ab 1906 in Essen angesiedelt war. 1903 startete der Verein den Jungfernflug seines Ballons Barmen vom Frankenplatz in Derendorf bei Düsseldorf. Danach war er Gründer und von 1913 bis 1920 Leiter des Meteorologischen Observatoriums in Essen. Außerdem war er Vorstands- und Ehrenmitglied des Deutschen Luftfahrer-Verbandes und gemeinsam mit Carl Busley Mitbegründer des Internationalen Luftfahrerverbandes Fédération Aéronautique Internationale.

### Im Ersten Weltkrieg
Im Jahre 1914, am 2. August wurde Oberleutnant der Reserve Karl Bamler zum Hauptmann befördert und zum Kommandeur des Feldluftschiffer Abteilung No. 16 (FLA) (Mai 1915 bis Oktober 1917) an der Westfront ernannt. Hier war er zuständig für die Frontaufklärung mit Fessel- und Drachenballonen. Als Truppführer hatte er auch die Verantwortung für die beiden Düsseldorfer Luftschiffhallen in Lohausen und Golzheim (beide heute nicht mehr erhalten). In der Halle von Lohausen war der Zeppelin Z IX untergebracht, der am Anfang des Krieges durch einen ersten taktischen Luftangriff der englischen Luftstreitkräfte zerstört wurde.
Karl Bernhard Bamler starb im 61. Lebensjahr, am 27. März 1926 in Rellinghausen und wurde dort auf dem kommunalen Friedhof beigesetzt.

## Familie
- Karl Bernhard Bamler heiratet in Barmen am 30. März 1901 seine Cousine Erna Noll.
- 1902, am 1. Januar wird Sohn Karl Albrecht geboren. Erna Bamler stirbt 2 Jahre später am 17. Januar 1904.
- 1906, am 1. September heiratet Karl Bamler die junge Witwe eines englischen Grafen und Professors, Hilde Spatz. Diese Ehe blieb kinderlos. Hilde Bamler blieb auch nach dem frühen Tod Karl Bamlers dem Luftsport eng verbunden. Sie gehörte zu den ersten Frauen in Essen die das Patent als Ballonführerin erwarb.
- 1962, am 14. Mai verstarb Hilde Bamler in ihrem Haus in Essen Stadtwald.
- Die Nachkommen des Sohnes Karl Albrecht aus erster Ehe, dessen vier Kinder, wohnen zum Teil noch im Haus Karl Bamlers[2]

## Ehrungen
- 1909 wird Bamler in die Internationale Kommission für wissenschaftliche Luftfahrt in Monaco berufen.
- 1920 gründet die Fa. Krupp eine „Bamler-Stiftung“ zur Förderung der Wissenschaftlichen Ballonfahrt.
- Die Stadt Wuppertal ehrte ihn am 12. Mai 1927 durch Benennung der „Karl-Bamler-Straße“, angrenzend an den Flugplatz Langerfeld. Im Jahre 1927 war der Platz noch Gasfüllstation für Ballone.
- Am 26. August 1927 ehrt ihn die Stadt Essen durch Namensgebung einer großen Straße in Altenessen und dem Nordviertel, der Standort einer ehemaligen Ballonfüllstation.
- 1927 wird ein Ballon der Essener Section auf den Namen „Bamler“ getauft.[2]

## Werke
- Beiträge zur Reduktion kurzjähriger Temperatur-Beobachtungen auf langjährige Normalmittel. Wiemann, Barmen 1899 (Digitalisat).

## Erinnerung
Die Bamlerstraße am ehemaligen Abfüllplatz für die Freiballone in Altenessen trägt heute seinen Namen. Im Wuppertaler Stadtbezirk Langerfeld-Beyenburg ist die Karl-Bamler-Straße nach ihm benannt.